# Acción (finanzas)

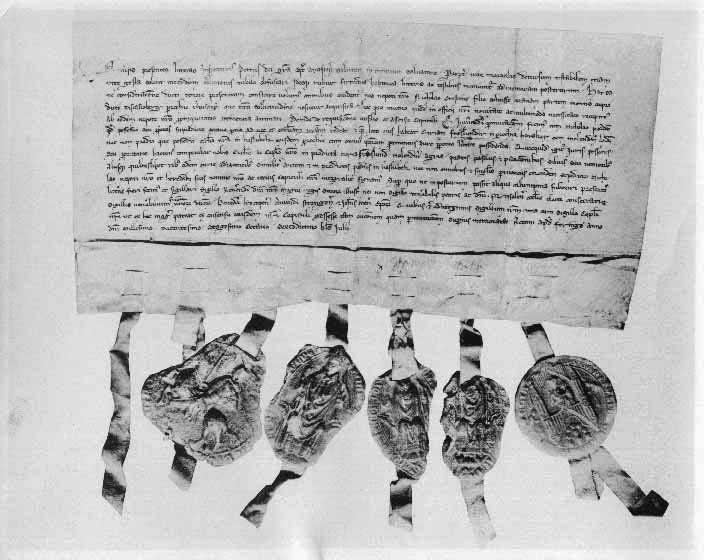
Acción de la mina de cobre Stora Kopparberget, datada en 1288.

Una acción (conocida en el habla inglesa como Share) en el mercado financiero es un título emitido por una Sociedad Anónima o Sociedad comanditaria por acciones que representa el valor de una de las fracciones iguales en que se divide su capital social. Las acciones se emiten cuando una empresa decide obtener capital, generalmente a través de una oferta pública inicial (OPI) o mediante el mercado secundario. Esto les permite a los inversionistas comprar y vender estas acciones.
Las acciones, generalmente, confieren a su titular (llamado accionista) derechos, ya sea tener voto en la junta de accionistas de la entidad y decisiones económicas, como participar en los beneficios de la empresa.
Normalmente las acciones son transmisibles sin ninguna restricción; es decir, de manera libre.
En el mundo de las inversiones, supone una inversión en renta variable, dado que no tiene un retorno fijo establecido por contrato, sino que depende de la buena marcha de la empresa y de su decisión al repartir beneficios.
Ejemplo:
Si compras 100 acciones de una empresa, por ejemplo, Apple, serás propietario de una pequeña parte de la empresa. Si Apple obtiene buenos resultados y decide repartir un dividendo, tú recibirás una parte proporcional de las ganancias. Si el valor de las acciones sube, podrás venderlas a un precio más alto que el que pagaste, obteniendo una ganancia.

## Diferencia con los bonos y obligaciones
Las acciones representan un beneficio, el cual desde luego esta en riesgo si la empresa no genera dividendos, pero igualmente si esta genera utilidades, tus acciones suben de valor, en cambio los bonos son deuda.

## La acción como método de control de una sociedad

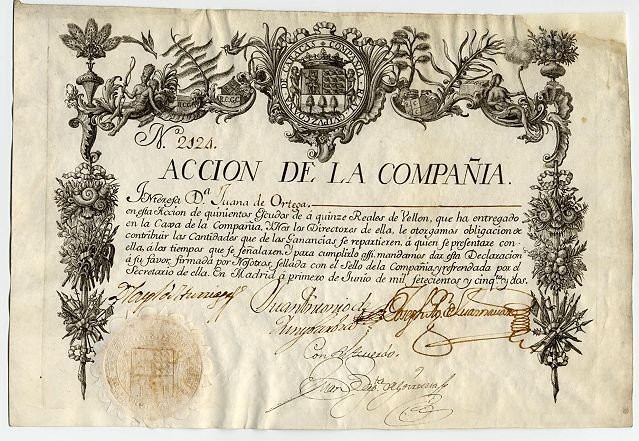
Acción n.º 2124 de la Real Compañía Guipuzcoana de Caracas a favor de Doña Juana de Ortega. Madrid, 1 de junio de 1752.

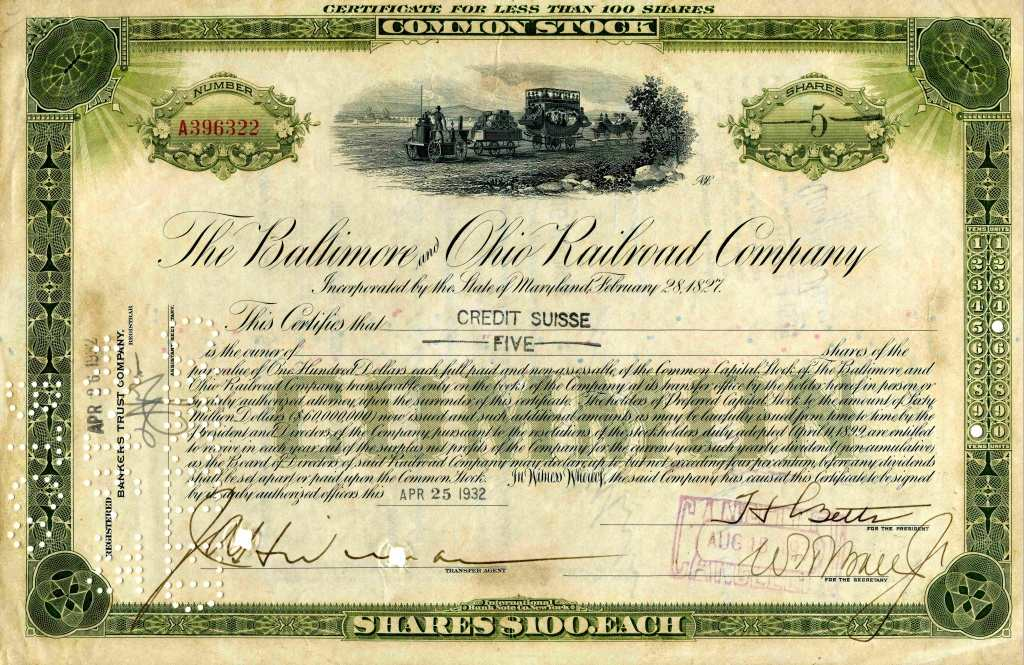
Cinco acciones ordinarias de la Baltimore and Ohio Railroad Company suscritas por Credit Suisse el 25 de abril de 1932.

Salvo excepciones, como sucede por ejemplo con las acciones preferenciales, una acción común u ordinaria da a su poseedor derecho para emitir un voto en la Junta de Accionistas. Dicha Junta es la encargada de nombrar un administrador o un Consejo de administración para la sociedad y de adoptar las decisiones estratégicas de la misma. Por lo tanto, cuantas más acciones se poseen, más votos se tienen y mayor es la capacidad de decisión de su propietario.
En general, y salvo que existan pactos estatutarios que limiten el control total de una sociedad por un solo accionista, para ejercer el control de cualquier sociedad constituida por acciones se necesita poseer la llamada mayoría absoluta, es decir: más del 50% del total de las acciones que se encuentran en circulación.
Sin embargo, en la práctica, y en grandes compañías, basta con poseer entre el 15 y el 20% del capital para ejercer una influencia decisiva en la dirección de la empresa.

## Formas de representación de las acciones
Las acciones son títulos valores y, como tales, deben estar representados de forma que puedan ser objeto de compraventa o de otros negocios jurídicos con facilidad.
Las formas de representación de las acciones son:
- Títulos al portador: Puede ejercer los derechos inherentes a la acción quien posee el título. Para su transmisión es suficiente la entrega del título.
- Títulos nominativos: El propietario de las acciones debe estar plenamente identificado, para su transmisión es necesario realizar una cesión formal, que debe quedar registrada en el libro registro de accionistas, que se conservará en la entidad emisora de los títulos.
- Escritura pública: Muy usado en empresas pequeñas o familiares, pero con poca flexibilidad para el tráfico de las acciones.
- Anotación en cuenta: Muy importante en la actualidad para acelerar las transacciones. Es indispensable en sociedades que cotizan en bolsa.

## Clasificación de las acciones
Existen diferentes tipos de acciones:
- Acciones comunes u ordinarias:  Son las acciones que da derecho al titular a participar en los beneficios de la empresa (dividendos) y votar en las juntas generales de la compañía.
- Acciones preferentes: No otorgan derecho de voto, pero tienen prioridad sobre las acciones ordinarias a la hora de recibir dividendos. Además, en caso de liquidación de la empresa, los accionistas preferentes se pagan antes que los accionistas comunes.
- Acciones de voto limitado: Son aquellas que solo confieren el derecho a votar en ciertos asuntos de la sociedad determinados en el contrato de suscripción de acciones correspondiente. Como compensación, estas acciones suelen ser preferentes o tienen derecho a un dividendo superior a las acciones ordinarias.[5]
- Acciones convertibles: Son aquellas que tienen la capacidad de convertirse en bonos y viceversa, pero lo más común es que los bonos sean convertidos en acciones.
- Acciones de industria: Establecen que el aporte de los accionistas sea realizado en la forma de un servicio o trabajo.
- Acciones liberadas: Son aquellas que son emitidas sin obligación de ser pagadas por el accionista, debido a que fueron pagadas con cargo a los beneficios o utilidades que debió percibir este.
- Acción propia: Acción cuyo titular es la propia entidad emisora.[6]
- Acciones con valor nominal: Son aquellas en que se hace constar numéricamente el valor del aporte.
- Acciones sin valor nominal: Son aquellas que no expresan el monto del aporte, tan solo establecen la parte proporcional que representan en el capital social.

## Derechos que confieren las acciones
- Derecho a percibir participación en las utilidades o beneficios de la empresa, es decir básicamente a cobrar los dividendos que reparta la sociedad emisora de las acciones cuando corresponda.
- Derecho de información acerca de la marcha de la sociedad anónima.
- Derecho a voz y a voto en la Junta General de Accionistas.
- Derecho a ceder libremente las acciones.
- Derecho de opción preferente para la suscripción de nuevas series de acciones o, en su caso, derecho a recibir acciones liberadas.

Invertir en acciones implica un nivel de riesgo. Si la empresa no tiene buenos resultados o enfrenta dificultades, los accionistas pueden perder parte o todo su dinero.

## Valoración de acciones
Los métodos comunes para evaluar las acciones y en términos generales para evaluar las empresas se basan en la previsión de los beneficios y de los dividendos futuros.
Las acciones representan una participación en la propiedad de la empresa; una parte del valor total de esta, (en un fondo común de inversiones, una cuota-parte) . Pero para algunos inversionistas es simplemente un título que confiere al propietario derechos sobre los dividendos; y la posibilidad de participar de las ganancias de la empresa, conforme a la porción patrimonal que el accionista ostente. Además depende de cuando la organización decida liquidar estas ganancias, ya que podrían ser reinvertidas si el consejo de administración de la empresa así lo determina.
Si bien la compra de acciones de una empresa supone una cesión de capital a favor de ésta, dicho monto no tiene promesa de pago de intereses. Las acciones pueden venderse en el futuro buscando un precio de venta mayor al que se pagó inicialmente, obteniendo así una ganancia de capital. El precio de una acción cuando se compra o se vende no se debe confundir con su valor nominal o con su valor contable, que rara vez coinciden.
Su precio depende, inicialmente, de la evolución de la empresa a lo largo del tiempo. Su valor en el mercado dependerá de la situación patrimonial de la empresa en el momento de la venta, razón por la cual puede haber pérdidas o ganancias reales sobre los capitales aportados según que la empresa haya registrado un deterioro o un crecimiento en su patrimonio neto.
Además, existen otros factores que pueden influir en el precio de las acciones y que no necesariamente están relacionados con la situación patrimonial de la empresa; estos factores extrapatrimoniales que influyen en la infravaloración o la sobrevaloración de las acciones tienen que ver con las diversas formas de especulación financiera.

### Cómo se determina el valor de una acción en la práctica
- Dt = el dividendo que el accionista espera recibir al final del año t.
- D0 es el dividendo más reciente ya pagado, D1 representa el primer flujo de efectivo que recibirá un nuevo comprador de la acción, D2 es el dividendo esperado a 2 años, etc.

- P0 = Precio real de mercado de una acción al día de hoy, se fija sobre la base de g estimada por los inversionistas marginales.

- ^P1 = Precio esperado o estimado de la acción al final del año t.

- ^P0 = El valor intrínseco o teórico, que es el valor de un activo estimado por un inversionista, está justificado por los hechos. Puede diferir del precio actual de mercado del activo, de su valor en libros o ambos.

- g = tasa esperada de crecimiento en dividendos por acción, si se espera que los dividendos crezcan a una tasa constante, entonces g será igual a la tasa esperada de crecimiento en el precio de la acción.

- Ks = tasa requerida de rendimiento, es la tasa mínima de rendimiento sobre una acción común que un accionista considera como aceptable, considerando su grado de riesgo como los rendimientos disponibles sobre otras inversiones.

- ^ks = tasa esperada de rendimiento que espera recibir un inversionista que compre la acción, la cual podría encontrase por arriba o por debajo de Ks.

- Ks= tasa real (realizada) de rendimiento y posterior a los hechos, sobre una acción común que realmente es recibida por los accionistas. Puede ser mayor o menor que ^k o Ks
- D1/Po = Rendimiento por dividendo, es el dividendo esperado dividido entre el precio actual de una acción de capital.
- ^P1 – Po = rendimiento por ganancias de capital que se espera obtener el año siguiente entre el
- Po = precio inicial de la acción

Rendimiento total esperado, o sobre una acción determinada,
^Ks = es la suma del rendimiento esperado por dividendos (D1/Po) más el rendimiento por las ganancias de capital {(^P1 – Po) /Po}
Los dividendos esperados como base para determinar los valores de las acciones
El valor de un bono u obligación se encuentra como el valor presente de los pagos de intereses habidos a lo largo de la vida del bono más el valor presente del valor al vencimiento o valor a la par de los bonos
{\displaystyle {\mbox{VB}}={\frac {INT}{(1+k_{d})}}+{\frac {INT}{(1+k_{d})^{2}}}+...+{\frac {INT}{(1+k_{d})^{n}}}+{\frac {M}{(1+k_{d})^{n}}}}
Los precios de las acciones se determinan como el valor presente de una corriente de flujos de efectivo y la ecuación básica para la valuación de acciones es similar a la ecuación de valuación de los bonos, el tenedor de una acción recibirá una corriente de dividendos y el valor de la acción al día de hoy se calcula como el valor presente de una corriente infinita de dividendos:
Los flujos de efectivo esperados, son los dividendos esperados más el precio de venta esperado por la acción. Sin embargo se deben basar en los dividendos esperados en el futuro.

### Valores de las acciones con crecimiento cero
Es una acción común cuyos dividendos futuros no se espera que crezcan en absoluto, es decir g = 0, donde los dividendos que se esperan en años futuros son iguales D1=D2=D3 y quitando los subíndices.
{\displaystyle {\mbox{P}}={\frac {D}{(1+k_{s})}}+{\frac {D}{(1+k_{s})^{2}}}+...+{\frac {D}{(1+k_{s})^{n}}}}
Cuando se espera que un valor se pague un monto constante cada año se llama perpetuidad, así una acción con crecimiento cero es una perpetuidad, así el pago de esta perpetuidad es el pago correspondiente dividido entre la tasa de descuento, por lo tanto el valor de una acción en crecimiento de cero se reduce a
^P = Dks
Para encontrar el valor de Ks
^k = DPo
^ks = tasa esperada de rendimiento
^ks = Dks

### Crecimiento normal o constante
Siempre se espera que el crecimiento en dividendos continúe en un futuro aproximadamente a la misma tasa que la del PIB real más la inflación, con un crecimiento constante, o sea, que g=constante.
{\displaystyle {\mbox{P}}={\frac {D_{0}(1+g)}{(k_{e}-g))}}}
{\displaystyle {D_{1}}={D_{o}(1+g)}}
El modelo es una perpetuidad con crecimiento.
Modelo de crecimiento constante o modelo de Gordon que se usa para encontrar el valor de una acción de crecimiento constante. Así el crecimiento en dividendos es resultado del crecimiento de las utilidades por acciones (EPS), lo cual depende de la inflación, del monto de las utilidades que la compañía retiene e invierte y de la tasa de rendimiento que la compañía gana sobre su capital contable ROE.

### Tasa esperada de rendimiento sobre una acción de crecimiento constante
Tasa esperada de rendimiento es igual al rendimiento esperado por dividendos más tasa esperada de crecimiento o rendimiento esperado por ganancias de capital.
^k = D1 + g
Po
Rendimiento por ganancias de capital = ganancias de capital / precio inicial = %
Rendimiento por dividendos = D1
^P
Para una acción de crecimiento constante se espera que:
1. El dividendo crezca para siempre a una tasa constante g;
2. Que el precio de la acción crezca a esta misma tasa;
3. Que el rendimiento esperado por dividendos sea una constante;
4. Que el rendimiento esperado por ganancias de capital también sea una constante y que sea igual a g; y
5. Que la tasa total esperada de rendimiento ^ks, sea igual al rendimiento esperado por dividendos más la tasa esperada de crecimiento: ^ks = rendimiento por dividendos + g

### Crecimiento supernormal o no constante
Es la parte del ciclo de vida de una empresa en la cual su crecimiento es mucho más rápido que el de la economía como un todo, para encontrar el valor de cualquier acción de crecimiento no constante, cuando la tasa de crecimiento se estabilice a través de, (1) encontrar el valor presente de los dividendos durante el periodo de crecimiento no constante, (2) encontrar el precio de la acción al final del periodo de crecimiento no constante, en cuyo punto se habrá convertido en una acción de crecimiento constante y descuente este precio al presente, y (3) añadir estos 2 componentes para encontrar el valor intrínseco de la acción ^Po.

### El equilibrio del mercado de valores
Es aquella condición bajo la cual el rendimiento esperado sobre un valor es exactamente igual a su rendimiento requerido ^k = k y el precio es estable.
Se deben de mantener en equilibrio la tasa esperada de rendimiento, debe ser igual a 1 la tasa requerida de rendimiento ^ki = ki y 2 el precio real de mercado debe ser igual a su valor intrínseco tal como lo estima una inversionista marginal Po = ^Po.

#### Eficiencia de los mercados
El cambio en los precios de equilibrio de las acciones está expuesto a diferentes eventos suscitados.
La hipótesis de eficiencia de los mercados afirma que los valores se encuentran en equilibrio, que se encuentran valuados a un precio justo cuando su precio refleja toda la información públicamente disponible sobre cada valor, y que es imposible que los inversionistas le ganen al mercado consistentemente.